# ناروس
ناروس منطقة تقع شرق كبويتا في ولاية شرق الاستوائية بدولة جنوب السودان، وقد افتتح طريق ترابي يربطها بريا بأنحاء البلاد لأول مرة سنة 2014م.